# تشارلز لورانس باول
تشارلز لورانس باول (بالإنجليزية: Charles Lawrence Powell)‏ هو محامي وقاضي أمريكي، ولد في 19 أبريل 1902 في لورانس في الولايات المتحدة، وتوفي في 17 أغسطس 1975.